# Joe Glanfield
Jonathan Glanfield, född den 6 augusti 1979 i London Borough of Sutton i Storbritannien, är en brittisk seglare.
Han tog OS-silver i 470 i samband med de olympiska seglingstävlingarna 2008 i Qingdao i Kina.